# (4821) Bianucci
(4821) Bianucci es un asteroide perteneciente al cinturón de asteroides, descubierto el 5 de marzo de 1986 por Walter Ferreri desde el Observatorio de La Silla, Chile.

## Designación y nombre
Designado provisionalmente como 1986 EE5. Fue nombrado Bianucci en honor al periodista y científico italiano Piero Bianucci, siendo también parte del equipo de redacción del periódico "La Stampa" de Turín, uno de los periódicos más importantes de Italia. Se encuentra entre uno de los escritores populares sobre astronomíamás conocidos en Italia, ha escrito más de diez libros astronómicos y miles de artículos científicos.

## Características orbitales
Bianucci está situado a una distancia media del Sol de 3,138 ua, pudiendo alejarse hasta 3,637 ua y acercarse hasta 2,639 ua. Su excentricidad es 0,158 y la inclinación orbital 1,180 grados. Emplea 2030 días en completar una órbita alrededor del Sol.

## Características físicas
La magnitud absoluta de Bianucci es 12,7. Tiene 14,525 km de diámetro y su albedo se estima en 0,084.